# Glenn Anderson
Glenn Christopher Anderson, född 21 oktober 1960 i Vancouver, British Columbia, är en kanadensisk, före detta professionell ishockeyspelare i NHL som spelade för Edmonton Oilers, Toronto Maple Leafs, New York Rangers och St. Louis Blues.
Glenn Anderson vann fem Stanley Cup med Edmonton Oilers och en med New York Rangers. Han representerade Kanada i OS 1980, två gånger i VM och två gånger i Canada Cup.

## Statistik

### Klubbkarriär
| 1977–78    | Bellingham Blazers     | BCJHL      | 64   | 62  | 69  | 131  | 46   | —   | —  | —   | —   | —   |
| 1977–78    | New Westminster Bruins | WCHL       | 1    | 0   | 1   | 1    | 2    | —   | —  | —   | —   | —   |
| 1978–79    | University of Denver   | WCHA       | 41   | 26  | 29  | 55   | 58   | —   | —  | —   | —   | —   |
| 1979–80    | Seattle Breakers       | WHL        | 7    | 5   | 5   | 10   | 4    | 2   | 0  | 1   | 1   | 0   |
| 1980–81    | Edmonton Oilers        | NHL        | 58   | 30  | 23  | 53   | 24   | 9   | 5  | 7   | 12  | 12  |
| 1981–82    | Edmonton Oilers        | NHL        | 80   | 38  | 67  | 105  | 71   | 5   | 2  | 5   | 7   | 8   |
| 1982–83    | Edmonton Oilers        | NHL        | 72   | 48  | 56  | 104  | 70   | 16  | 10 | 10  | 20  | 32  |
| 1983–84    | Edmonton Oilers        | NHL        | 80   | 54  | 45  | 99   | 65   | 19  | 6  | 11  | 17  | 33  |
| 1984–85    | Edmonton Oilers        | NHL        | 80   | 42  | 39  | 81   | 69   | 18  | 10 | 16  | 26  | 38  |
| 1985–86    | Edmonton Oilers        | NHL        | 72   | 54  | 48  | 102  | 90   | 10  | 8  | 3   | 11  | 14  |
| 1986–87    | Edmonton Oilers        | NHL        | 80   | 35  | 38  | 73   | 65   | 21  | 14 | 13  | 27  | 59  |
| 1987–88    | Edmonton Oilers        | NHL        | 80   | 38  | 50  | 88   | 58   | 19  | 9  | 16  | 25  | 49  |
| 1988–89    | Edmonton Oilers        | NHL        | 79   | 16  | 48  | 64   | 93   | 7   | 1  | 2   | 3   | 8   |
| 1989–90    | Edmonton Oilers        | NHL        | 73   | 34  | 38  | 72   | 107  | 22  | 10 | 12  | 22  | 20  |
| 1990–91    | Edmonton Oilers        | NHL        | 74   | 24  | 31  | 55   | 59   | 18  | 6  | 7   | 13  | 41  |
| 1991–92    | Toronto Maple Leafs    | NHL        | 72   | 24  | 33  | 57   | 100  | —   | —  | —   | —   | —   |
| 1992–93    | Toronto Maple Leafs    | NHL        | 76   | 22  | 43  | 65   | 117  | 21  | 7  | 11  | 18  | 31  |
| 1993–94    | Toronto Maple Leafs    | NHL        | 73   | 17  | 18  | 35   | 50   | —   | —  | —   | —   | —   |
| 1993–94    | New York Rangers       | NHL        | 12   | 4   | 2   | 6    | 12   | 23  | 3  | 3   | 6   | 42  |
| 1994–95    | St. Louis Blues        | NHL        | 36   | 12  | 14  | 26   | 37   | 6   | 1  | 1   | 2   | 49  |
| 1994–95    | Lukko Rauma            | FM-L       | 4    | 1   | 1   | 2    | 0    | —   | —  | —   | —   | —   |
| 1994–95    | Augsburger Panther     | DEL        | 5    | 6   | 2   | 8    | 10   | —   | —  | —   | —   | —   |
| 1995–96    | Augsburger Panther     | DEL        | 9    | 5   | 3   | 8    | 48   | —   | —  | —   | —   | —   |
| 1995–96    | Edmonton Oilers        | NHL        | 17   | 4   | 6   | 10   | 27   | —   | —  | —   | —   | —   |
| 1995–96    | St. Louis Blues        | NHL        | 15   | 2   | 2   | 4    | 6    | 11  | 1  | 4   | 5   | 6   |
| 1996–97    | HC La Chaux-de-Fonds   | NL-A       | 23   | 14  | 15  | 29   | 103  | —   | —  | —   | —   | —   |
| 1996–97    | Bolzano HC             | Serie A    | 2    | 0   | 1   | 1    | 0    | —   | —  | —   | —   | —   |
| NHL totalt | NHL totalt             | NHL totalt | 1129 | 498 | 601 | 1099 | 1120 | 225 | 93 | 121 | 214 | 442 |